# Панты

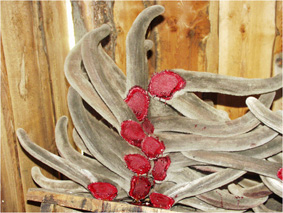
Свежесрезанные панты алтайского марала

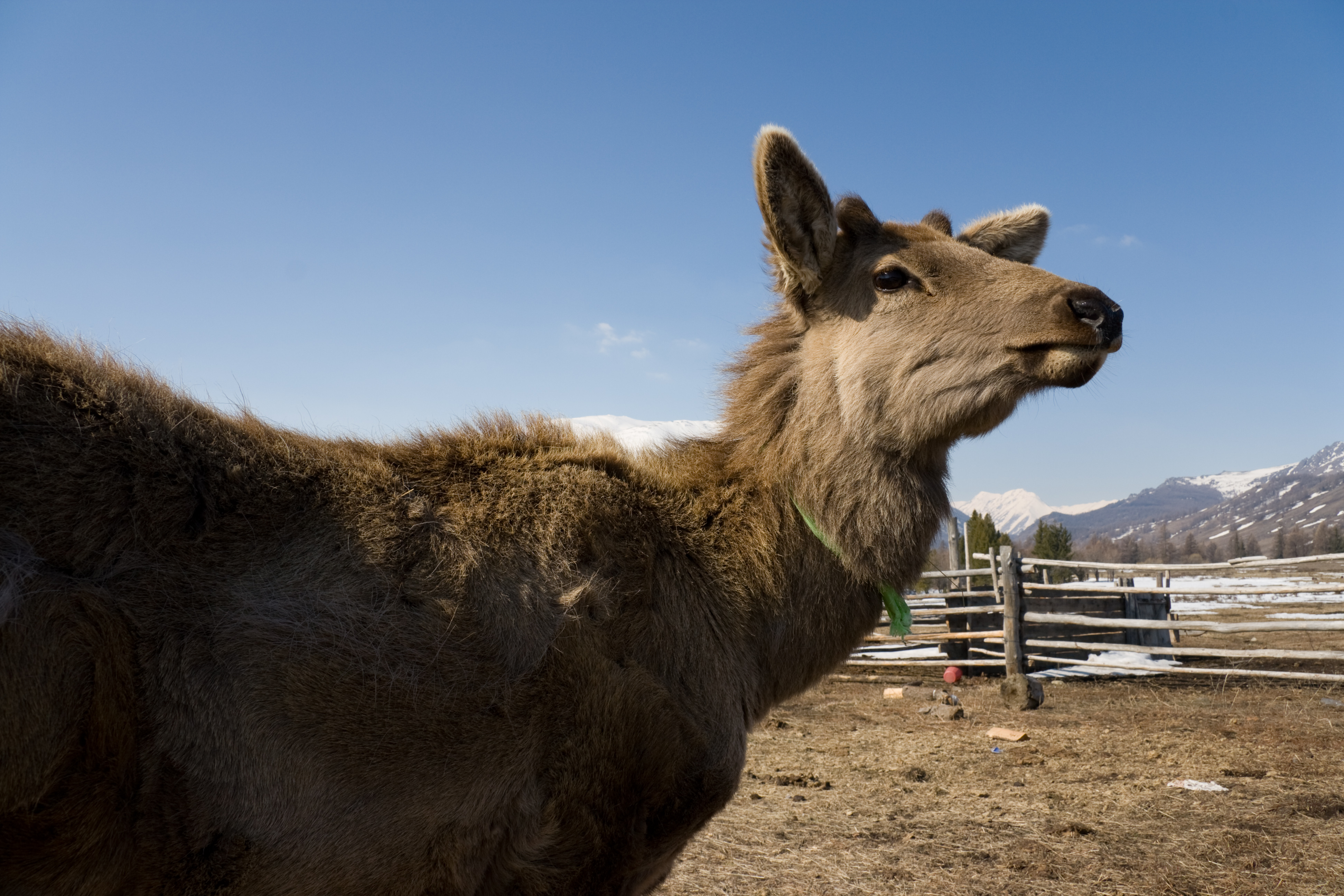
Самец алтайского марала (Cervus elaphus sibiricus), Восточный Казахстан

Па́нты — рога оленей в период их ежегодного роста, имеют трубчатую неороговевшую структуру, наполнены кровью, покрыты тонкой бархатистой кожей с короткой мягкой шерстью. В восточных традиционных системах врачевания (Китай, Корея) панты широко используются для сохранения силы и молодости, они находятся на самой вершине применяемых снадобий и сравнимы только с женьшенем.
Проведённое в 2012 г. клиническое исследование не подтвердило какого-либо воздействия на человеческий организм препаратов, изготовленных из пантов.
Панты оленей, срезанные с живого или убитого животного, перерабатываются различными способами: традиционный способ сушки на воздухе с промежуточным обвариванием для предотвращения микробного и паразитарного загрязнения; сушка вымораживанием при низких температурах; сушка в вакууме и другими.
Высушенные панты оленей теряют в весе 28-30 % от первоначальных данных.
Для получения пантов с конца XIX века сибирских подвидов вапити (марала, изюбря) и пятнистого оленя разводят в неволе. В Российской Федерации пантовое оленеводство наиболее развито в Республике Алтай (более 70 тыс. голов) и Алтайском крае, отдельные хозяйства есть в других регионах. Также пантовое оленеводство широко развито в Казахстане, где обитают маралы и пятнистые олени, с пантами очень высокого качества.
Наиболее ценными считаются панты сибирского марала (ареал — казахстанская и российская части Алтая). Панты — предмет традиционного экспорта, в основном в Корею (по Республике Алтай в 2006 году экспорт составлял около 40 тонн).

## Использование
Спиртово-водный экстракт, выделяемый из пантов, используется в народной медицине как общетонизирующее и адаптогенное лекарственное средство, в том числе в виде пантовых ванн. В СССР экстракт пантов благородного оленя зарегистрирован под торговой маркой «Пантокрин» ещё в 1970 году. Этот препарат может применяться в составе комплексной терапии при астении (переутомлении), неврастении и артериальной гипотензии.
Панты также являются сырьём для производства значительного числа комплексов биологически активных веществ. В 1990-е годы в России начато изучение и производство пантогематогена из крови пантовых оленей, получаемой в период срезания пантов.
Помимо России, пантовое оленеводство широко развито в Казахстане, Китае и в Новой Зеландии (более 2 млн голов).

## История развития пантового хозяйства
Процесс одомашнивания марала начался примерно в 1830-1840-е годы братьями Шарыповыми: Романом (1813-?), Авдеем (1815-?) и Савватеем (~1814-1816-?), которые провели отлов в районе реки Бухтармы на Юго-Западном Алтае. Первым оленеводом приморья считается Семён Яковлевич Поносов. На ранних стадиях пантового оленеводства фермеры отлавливали лишь самцов и содержали их в загонах. Животные находились круглый год в клетке и не пользовались подножным кормом, в связи с чем снижалось качество заготавливаемых пантов. После осознания этой ошибки и её исправления, путём огораживания больших, высокопродуктивных пастбищ с разнообразием подножного корма и нахождением в естественной среде пантовое хозяйство стало активно развиваться.
На Алтае к концу XIX века уже функционировало более 200 маральников с поголовьем 3180 маралов. С появлением больших хозяйств и ростом популярности пантолечения на Алтае в 1930-е годы стали возникать новые проблемы, которые требовали научного обоснования. Стали проводиться разнообразные исследования на создание многочисленных препаратов из пантов, изучаться лечебные свойства, вырабатываться методика проведения оздоровительных процедур. В 1933 году была создана научно — исследовательская лаборатория пантового оленеводства, задачей которой было ответить на вопросы поставленные перед новой сферой. Её основателем был видный ученый — патофизиолог, профессор С. М. Павленко[кто?]. Существенным вкладом в фармакологию пантов и препаратов явились разработки таблеточной формы пантокрина, зарегистрированной в 1986 году как изобретение. Тремя клиническими исследованиями, проведенными в 2012 году, доказано, что употребление пантов никаким образом не влияет на работу человеческого организма, то есть является бесполезным. Однако, в силу инертности мышления представителей отдельных культур, в чьих традициях использование пантов является частью их культурного кода, а также отсутствия правового регулирования данного вопроса, запрета на производство пантов пока нет, несмотря на то, что операция является травмирующей для животных (срезается наживую продуктивный орган, пронизанный кровеносными сосудами).
До 70-х годов XX века международный рынок пантопродуктов был разделен между СССР, Китаем и Южной Кореей. Однако, уже начиная с 1980-х годов на мировой рынок пришло осознание прибыльности ведения пантового хозяйства — спрос на панты и диетическое мясо, а также высокая рентабельность. И активно начали появляться новые участники на рынке пантового оленеводства и мараловодства — Новая Зеландия, Австралия и Канада.